# Катена, Ренато
Рена́то Кате́на (итал. Renato Catena; ?? — 21 августа 1938) — итальянский солдат, участник Гражданской войны в Испании. Кавалер высшей награды Италии за подвиг на поле боя — золотой медали «За воинскую доблесть» (1938, посмертно).

## Биография
Родился в коммуне Монтекассиано, Королевство Италия.
Командир огнемётной танкетки L3/33 капрал Ренато Катена участвовал добровольцем в Гражданской войне в Испании. 21 марта 1938 года погиб в бою вблизи местечка Корбера.

Во время атаки его танк был подбит, однако он не покинул свою боевую машину, спасаясь бегством или сдавшись в плен, а продолжал сопротивление, пока не закончились боеприпасы, отдавая себе отчёт о страданиях от неминуемой гибели. Оборвалась благородная жизнь танкиста, овеянного славой и увенчанного высокой жертвой.
Область Кватро Каминос — Корбера, 21 августа 1938.
Оригинальный текст (итал.)Pilota di carro d’assalto avariatosi entro le linee nemiche, anziché abbandonarlo e cercare la salvezza nella fuga o nella resa, tentò, finché ebbe munizioni, di contendere la preziosa preda, pur sapendo di andare incontro a sicura morte. Il nemico lo finì a colpi di rivoltella, attraverso gli sportelli. Carrista ammirato per il suo valore, coronava col sacrificio supremo, la generosa esistenza.

Zona Cuatro Caminos - Corbera, 21 agosto 1938.
— Из представления к награде

## Награды
- Золотая медаль «За воинскую доблесть» (1938, посмертно)

## Память
В его честь названа улица в коммуне Монтекассиано.